# Писарев, Андрей Андреевич
Андрей Андреевич Писарев (род. 22 марта 1989, Казань) — российский хоккеист, нападающий. Тренер.

## Биография
Сын хоккеиста Андрея Писарева. Мать — учитель начальных классов. Воспитанник казанского хоккея. Первые пять классов учился в 116-м лицее, с 6 класса — в спецклассе школы № 1. С сезона-2004/05 — в команде «Ак Барс-2». 8 марта 2007 года в гостевом матче против «Амура» (1:3) вместе с ещё пятью молодыми хоккеистами дебютировал в «Ак Барсе». Этот матч так и остался единственным для Писарева на высшем уровне. В дальнейшем играл в низших лигах за команды «Ариада-Акпарс» / «Ариада» Волжск (2007/08, 2011/12 — 2013/14, 2015/16), «Нефтяник» Альметьевск (2008/09 — 2010/11), «Барс» и «Ижсталь» Ижевск(2010/11), ЦСК ВВС Самара (2011/12), «Рязань» и «Кристалл» Саратов (2016/17).
С 2017 года — тренер-консультант по техническому развитию игроков в «Академии хоккея Ак Барс». С лета 2021 года — тренер по развитию в системе московского «Динамо». С 1 августа 2024 года — тренер «Динамо».